# Grandia II
Grandia II är den andra delen i rollspelsserien Grandia utvecklat av Game Arts. Spelet släpptes till Sega Dreamcast 2001 och till PC och Playstation 2 under 2002.

## Handling
Spelet handlar om Ryudo och hans talande fågel Skye som tar sig an uppdraget att vara livvakt åt Elena när hon ska till Garmia Tower. Vid Garmia Tower får handlingen en ny vändning och det slutar med att Ryudo och Elena reser världen runt i ett försök att rädda den tillsammans med nya vänner de träffar på vägen.

## Karaktärer

### Ryudo
Ryudo (リュード, Ryūdo) är en geohound (en legosoldat) och huvudkaraktären i spelet.

### Elena
Elena (エレナ, Erena) är en ung sångerska i Granas-kyrkan.

### Millenia
Millennia (ミレーニア, Mirēnia) är troligtvis en del av den onda guden Valmars kropp som tagit mänsklig form.

### Roan
Roan (ロアン, Roan) är prins i riket Cyrum. Senare i spelet blir han kung.

### Mareg
Mareg (マレッグ, Mareggu) är något mer åt en best, varulv kanske, än en människa. Han har ett väldigt bra luktsinne som gör att han kan känna lukten av saker på flera mils avstånd.

### Tio
Tio är en maskin som programmerades att slåss för Valmar under kriget för 10 000 år sedan. När gruppen möter henne för första gången attackerar hon dem, eftersom hon fått order om att slåss mot alla inkräktare, men går sedan med sällskapet för att under spelets gång utveckla mer och mer känslor.